# Em Nome do Amor (programa de televisão)
Em Nome do Amor foi um programa de televisão apresentado pelo empresário Silvio Santos, com direção geral de Alberto Luiz e exibido entre 2 de outubro de 1994 a 27 de agosto de 2000. Era um dos quadros do Programa Silvio Santos e exibido após o programa Tentação no SBT.
Este é um dos programas de Silvio Santos que registrava a maior audiência e juntamente a isto também causava uma enorme repercussão.

## O Programa
O programa era constituído de duas atrações principais, em uma delas um admirador secreto se declarava para seu afeto em rede nacional.
O programa ficou famoso pela pergunta de Silvio Santos: - É namoro ou amizade? A pergunta era feita aos casais durante o quadro do Bailinho,aonde acontecia uma breve dança, normalmente embalada ao som de Julio Iglesias. Antes, um grupo de rapazes e moças ficavam se olhando através de binóculos azuis, depois os rapazes se dirigiam as moças e as retiravam para dançar.
Antes de fazer a famosa pergunta as moças, Silvio fazia uma breve e bem humorada entrevista aos casais. Caso o casal disse sim,a moça ganhava um buquê de flores e o casal ganhava um jantar romântico,caso o casal dissesse não, os rapazes eram enviados para a repescagem.
Havia semanas em que um artista era convidado por Silvio Santos e recebia homenagem com depoimentos de amigos e familiares. Dentre esses artistas, foram recebidos Roberto Carlos, Leandro & Leonardo, Zezé di Camargo & Luciano, Paulo Ricardo, Clodovil, Fábio Jr., Carlos Alberto de Nóbrega, Dercy Gonçalves, Sérgio Reis, Moacyr Franco, Cauby Peixoto, Daniel, Jô Soares, Elba Ramalho, Fafá de Belém, Ronald Golias, Carla Perez, Tinoco, Rodriguinho, Waldick Soriano e as internacionais Thalía e Gabriela Spanic, quando suas tramas produzidas pela Televisa eram transmitidas pela emissora e registravam grande repercussão e audiência.

## Exibição
A última exibição do programa foi em 27 de agosto de 2000 quando foi substituído pelo Show do Milhão e nunca mais retornou a programação.
É uma versão do programa espanhol Lo que necesitas es amor (O que você precisa é amor), exibido pela Antena 3 entre 1993 e 1999.
O Em Nome do Amor também é uma evolução de outros dois programas apresentados por Silvio Santos: o Namoro na TV e o Quer Namorar Comigo?.